# Lümatu (Maidla)
Lümatu – wieś w Estonii, w prowincji Virumaa Wschodnia, w gminie Maidla.